# LonWorks
LonWorks è una tecnologia di comunicazione digitale su Bus creata per garantire in modo particolare prestazioni, affidabilità, flessibilità e una facile installazione o manutenzione di sistemi di automazione ad intelligenza distribuita.
La tecnologia si basa su un protocollo originariamente sviluppato da Echelon Corporation per dispositivi di rete o nodi che potessero comunicare utilizzando diversi tipi di connessioni fisiche come doppino, onde convogliate, fibra ottica, trasmissioni radio e il diffusissimo e noto TCP/IP. Il protocollo, storicamente denominato LonTalk, implementa tutti i sette strati della pila ISO/OSI ed è oggi uno standard internazionale sotto il nome di ISO/IEC 14908.
Dopo una rapida diffusione in sistemi di automazione di edifici, in particolare nei sistemi di illuminazione, di condizionamento e riscaldamento, di controllo accessi, allarme ed antincendio, la tecnologia LonWorks si è in seguito affermata anche in settori industriali, in sistemi di contatori intelligenti ed ora anche nella domotica e nell'automazione dei sistemi di illuminazione pubblica.
Dati i vantaggi intrinseci della tecnologia LonWorks, negli ultimi anni è sempre più spesso utilizzata in sistemi di gestione energetica, in particolare per ridurre i consumi energetici e allo stesso tempo abbassare i costi e la frequenza di interventi di manutenzione.

## Origini e caratteristiche
La tecnologia ha avuto i suoi primi sviluppi alla fine degli anni ottanta con la creazione di un microcontrollore denominato Neuron Chip fabbricato su progetto Echelon da Motorola, Toshiba ed in seguito Cypress che implementa il protocollo LonTalk completo e ha permesso alle prime aziende entrate in questo mercato lo sviluppo dei primi sistemi con nodi, router e software di configurazione. I primi transceiver utilizzati sono stati quelli per doppino a topologia libera sviluppato da Echelon Corporation.

## Gli standard
Nel 2008 il protocollo di comunicazione LonTalk ha completato il suo iter di standardizzazione internazionale ed è stato riconosciuto ed approvato da ISO and IEC come standard per la comunicazione  ISO/IEC 14908-1; altre parti dello standard comprendono la comunicazione su doppino ISO/IEC 14908-2, su onde convogliate ISO/IEC 14908-3, e su TCP/IP ISO/IEC 14908-4.
La standardizzazione del protocollo a livello ISO/IEC è solo il punto di arrivo di un lungo processo cominciato molto presto nella vita della tecnologia.
Nel 1999 il protocollo LonTalk è stato proposto alla ANSI ed accettato come standard per le reti di controllo (ANSI/CEA-709.1-B).
Inoltre è stata sottoposta ed accettata anche la parte di comunicazione su doppino (ANSI/CEA-709.2) e su power line (ANSI/CEA-709.3). In seguito è stata anche approvata la versione (ANSI/CEA-852) per il tunneling del protocollo su TCP/IP.
Il protocollo è stato anche accettato come base per molti altri standard ufficiali, tra cui il protocollo IEEE 1473-L per sistemi di controllo sui treni, per i sistemi di frenatura elettro-pneumatici per treni merci AAR, come standard europeo per l'automazione delle stazioni di rifornimento per i carburanti / IFSF, come standard internazionale per l'automazione di macchine per la realizzazione di semiconduttori.
Nel 2005 è diventato standard europeo per la building automation EN 14908. 
Il protocollo è anche presente come Data link e Livello fisico per BACnet, ed è approvato dalla ASHRAE/ANSI per l'automazione di edifici.
Nel 2006 la Cina lo ha ratificato come standard nazionale di controllo GB/Z 20177.1-2006 e per l'automazione di edifici GB/T 20299.4-2006. 
Nel 2007 il CECED l'Ente Europeo per i costruttori di elettrodomestici lo ha adottato come parte del Household Appliances Control and Monitoring - Application Interworking Specification (AIS) .

## Utilizzo e applicazioni
Benché sia relativamente poco nota in Italia, la tecnologia LonWorks è molto utilizzata in Europa ed in tutto il mondo. Infatti all'inizio del 2009 sono circa 80 milioni il numero di nodi installati con questa tecnologia. 
È utilizzato diffusamente in tutto il mondo oltre che nell'automazione di edifici anche in applicazioni industriali, di trasporto, controllo delle luci stradali e degli aeroporti, nei sistemi di telelettura dei contatori, nel controllo dei treni metropolitani, nei sistemi di sicurezza (anti-intrusione e controllo accessi) e di antincendio.
Va inoltre segnalato che tutti i maggiori costruttori di sistemi per l'automazione di edifici utilizzano ed hanno prodotti e sistemi con questo standard anche se non lo dichiarano esplicitamente. È infatti stimato che circa il 65% dei sistemi di automazione di edifici in Europa sia basato su questa tecnologia.
Un esempio poco noto e con circa 27 milioni di nodi installati è il sistema di telelettura dell'Enel  dei contatori domestici. Il sistema ha come base questo tipo di protocollo che tramite i cavi di collegamento dell'energia o power line trasferisce i consumi o modifica le tariffe di ogni utente. Per questo motivo ENEL detiene circa 8-9% delle azioni e risiede anche nel consiglio di amministrazione di Echelon Corporation.

## LonMark e interoperabilità
Per garantire interoperabilità tra i dispositivi e consentire all'utente finale l'utilizzo nella stessa rete di dispositivi di marche diverse e la piena libertà nella scelta del miglior dispositivo per ogni funzione, i principali utenti, produttori, integratori e installatori di prodotti basati sullo standard ISO/IEC 14908 si sono associati nella LonMark International, un'associazione che si occupa di standardizzare i messaggi usati per rappresentare grandezze elettriche e fisiche, ad es. temperature, tensioni, correnti, velocità, stati, allarmi etc. 
Questi messaggi standard si chiamano SNVT (= Standard Network Variable Type) e costituiscono la "lingua franca" parlata dalla maggior parte dei dispositivi LonWorks nel mondo. Esistono anche dei profili funzionali standard (= gruppi di SNVT) che invece rappresentano specifiche funzionalità offerte dai dispositivi utilizzati nei vari tipi di applicazioni.
Le associazioni affiliate a LonMark International raccolgono utenti e produttori a livello locale, nel caso dell'Italia LonMark Italia.

## Alcuni aspetti tecnici
Il protocollo ha alcune caratteristiche che lo differenziano da altri standard:
- Comunicazione paritetica tra nodi, cioè mancanza di un master che gestisce la comunicazione. Ogni nodo comunica con gli altri in modo indipendente, e questo elimina singoli punti di guasto che potrebbero bloccare tutta la rete in caso di malfunzionamento.
- Collegamento su doppino non polarizzato a topologia libera, che consente di abbassare drasticamente i costi di installazione e messa in opera di un impianto
- Possibilità di autenticazione dei messaggi con chiave a 48 bit già implementata a livello di protocollo, utile negli impianti di anti-intrusione e/o controllo accessi.
- Comunicazione ad eventi: i nodi normalmente trasferiscono le informazioni solo quando queste cambiano, pertanto viene ridotto di molto il traffico di rete e si possono utilizzare canali di comunicazione più lenti e meno costosi.
- Indipendenza di funzionamento dal livello fisico come previsto nel layer 1 dello standard ISO/OSI e dalla velocità del mezzo di trasmissione.
- Possibilità di comunicare coi nodi sia usando indirizzi fisici, sia indirizzi logici (dominio/rete/sotto-rete) in modo equivalente a TCP/IP

|                     | FTT-10                            | XT1.25                                        | PLT-22 CENELEC "A" "C" | RS-485                                        | LPT-11                                        | RF                         |
| ------------------- | --------------------------------- | --------------------------------------------- | ---------------------- | --------------------------------------------- | --------------------------------------------- | -------------------------- |
| Mezzo trasmissivo   | Doppino                           | Doppino                                       | Cavo di alim.          | Doppino+SCH                                   | Alim. 48Vcc                                   | Radio 49/433/866Mhz 2.4Ghz |
| Velocità (bits/sec) | 78k                               | 1.25M                                         | 3.6k/5.4k              | 39k/78k/625k/1.25M                            | 78k                                           | 4.9k/39k/39k/625k          |
| Note                | Codifica Manchester differenziale | Utilizza la codifica Manchester differenziale | --                     | Utilizza la codifica Manchester differenziale | Utilizza la codifica Manchester differenziale | Utilizza la FSK            |

## Applicazioni che usano la tecnologia LonWorks
- Semiconduttori
- Illuminazione artificiale
- Gestione dell'energia
- Sistemi di Riscaldamento/Ventilazione/Condizionamento
- Sicurezza e controllo accessi
- Domotica
- Elettrodomestici
- Illuminazione stradale
- IFSF Stazioni per la distribuzione del carburante, su ifsf.org.